# Gombang (Plumbon)
Gombang is een bestuurslaag in het regentschap Cirebon van de provincie West-Java, Indonesië. Gombang telt 5802 inwoners (volkstelling 2010).